# Hervormde kerk (Wilhelminadorp)
De Hervormde kerk is de protestantse kerk van Wilhelminadorp, gelegen aan Brugstraat 12.

## Geschiedenis
Wilhelminadorp werd gesticht na 1809 door het Koninklijk Maatschap De Wilhelminapolder. Werknemers van dit maatschap en latere inwoners van het dorp kerkten aanvankelijk te Kattendijke, maar de afstand was groot en er ontstond behoefte aan een eigen kerkgebouw.
Dit gebouw, naar ontwerp van Isaäc Warnsinck, werd in 1841 in gebruik genomen. Het heeft de kenmerken van een waterstaatskerk, met name een neoclassicistisch front. De voorgevel is torenachtig verhoogd en wordt bekroond door een vierkante houten lantaarn, waarin zich de klokken bevinden. De kerk is voorzien van gietijzeren rondboogvensters.
In 2010-2011 werd het interieur gerenoveerd.

## Inventaris
De preekstoel is van 1840 en het orgel van 1917. Het werd gebouwd door de firma A.S.J. Dekker voor de Hervormde kerk van Warns, maar het bleek voor de kerkruimte daar niet krachtig genoeg. Daarom werd het in 1919 naar Wilhelminadorp overgebracht.